# 烏策河
47°27′17″N 9°08′57″E / 47.45465°N 9.14927°E

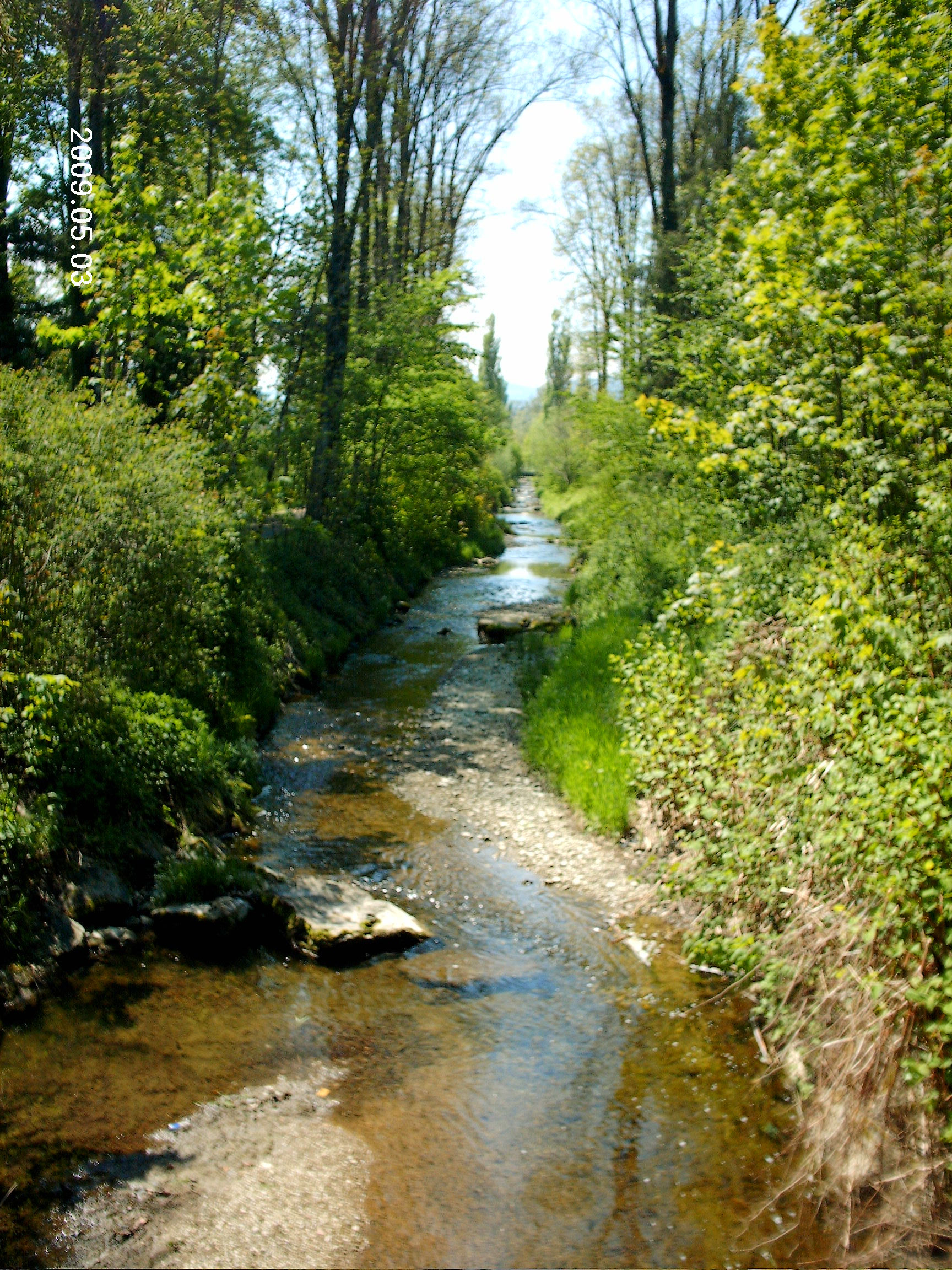

烏策河是瑞士的河流，位於該國東北部，流經聖加侖州，屬於圖爾河的右支流，河道全長7.3公里，流域面積12.6平方公里，發源自上烏茲維爾，河口處在烏茨維爾附近。